# Василе Могош
Василе Могош (рум. Vasile Mogoș, нар. 31 жовтня 1992, Васлуй) — румунський футболіст, правий захисник клубу «ЧФР Клуж» і національної збірної Румунії.

## Клубна кар'єра
Народився 31 жовтня 1992 року в місті Васлуй. Дитиною перебрався до Італії, де почав займатися футболом у структурі клубу «Асті». Дорослу футбольну кар'єру розпочав 2010 року в основній команді того ж клубу, в якій провів два сезони, взявши участь у 65 матчах Серії D.
Згодом грав на рівні четвертого італійського дивізіону за «Реал Віченца» та «Дельта» (Порто-Толле), а також на рівні третього дивізіону  у складі «Лумеццане» та «Реджяни».
На початку 2017 року перейшов до друголігового «Асколі». У подальшому на рівні тієї ж Серії B захищав кольори  «Кремонезе», «К'єво» та «Кротоне».
Влітку 2023 року прийняв пропозицію продовжити кар'єру на батьківщині і уклав контракт із клубом «ЧФР Клуж».

## Виступи за збірну
2019 року дебютував в офіційних матчах у складі національної збірної Румунії.
| Дата       | Місто    | Господарі         | Результат | Гості             | Турнір                               | Голи | Примітки |
| ---------- | -------- | ----------------- | --------- | ----------------- | ------------------------------------ | ---- | -------- |
| 15-11-2019 | Бухарест | Румунія           | 0 – 2     | Швеція            | Відбір до ЧЄ 2020                    | -    |          |
| 11-11-2020 | Плоєшті  | Румунія           | 5 – 3     | Білорусь          | товариський матч                     | -    |          |
| 18-11-2020 | Белфаст  | Північна Ірландія | 1 – 1     | Румунія           | Ліга націй УЄФА 2020-2021 - 1-й етап | -    | 67'      |
| 31-3-2021  | Єреван   | Вірменія          | 3 – 2     | Румунія           | Відбір до ЧС 2022                    | -    | 24'      |
| 22-3-2024  | Бухарест | Румунія           | 1 – 1     | Північна Ірландія | товариський матч                     | -    | 46'      |
| Усього     |          | Матчів            | 5         |                   | Голів                                | 0    |          |